# The Gazette
the GazettE (japanska: ガゼット), är ett japanskt alternativ metal-band inom visual kei. Bandet bildades i början av 2002. Namnet "the Gazette" uttalas på japanska ungefär "za GazettO".

## Bakgrund
Gazette bildades den 10 mars 2002 av Uruha, Reita (båda ex-Karasu, Ma'die Kussë, L'ie:Chris, Kar+te=zyAnose), Ruki (ex-Mikoto, Ma'die Kussë, L'ie:Chris, Kar+te=zyAnose), Aoi (ex-Mervilles, Artia) och Yune (ex-La'DeathtopiA, Mervilles, Artia, Vall'na racill).
I april 2002 släppte de sin första singel ”Wakaremichi” och två videor. Under augusti och september släppte de två singlar och ett VHS. På den tiden var det Matina som gav ut deras musik. De hade sin första enmanskonsert i oktober 2002. Tidigt 2003 beslutade sig trummisen Yune för att lämna bandet, och Kai (ex-Mareydi†Creia) tog hans plats. I mars 2003 gick de med i PS Company.
I mars 2003 släppte de sitt första minialbum, Cockayne Soup, och startade sin första turné tillsammans med Hanamuke, som ledde till att de gemensamt komponerade två låtar. De hade sin andra turné med Vidoll och den japanska musiktidningen Cure hade en bild på Vidoll och Gazette tillsammans på framsidan.
I december 2003 spelade de en konsert tillsammans med Deadman. Den 28 december var de med i Beauti-fool’s Fest ’03, som anordnats av musiktidningen Fool’s Mate, tillsammans med Kra, lab., Gullet, Pink Halleluja, deadman, Miyavi, DéspairsRay, Daigo Stardust, Merry och MUCC.
Den 16 januari 2004 hade de sin första enmanskonsert, inspelad och senare släppt på DVD, och samma dag startades Gazettes fanclub. Den 30 mars 2004 släppte de sitt första minialbum, MADARA, vilket hamnade tvåa på Oricons Indie-topplista. Den 25 augusti släppte de ”Heisei Banka”, en konsert-DVD inspelad den 23 april. I maj 2004 släppte de sin första PV-DVD ”MADARA”, som innehöll 6 promovideor och bakom kulisserna-material. Under september och oktober åkte de på ännu en turné med två andra PS Company-band, Kra och bis (bis lämnade PC Company 2005 och gick med i FREE.WILL). Den 13 oktober 2004 släppte de sitt första album ”Disorder” som kom femma på Oricon Daily Charts.
I augusti 2005 släppte de minialbumet ”Gama”. Senare det året släpptes en maxisingel kallad ”Cassis”.
Bandets andra album ”NIL” släpptes den 8 februari 2006, och startade deras turné "Nameless Liberty.Six Guns…" i februari samma år.
2007—2009 släppte bandet albumen "STACKED RUBBISH" och "DIM".
2010 gjorde bandet öppningslåten till Kuroshitsuji II (anime), låten var SHIVER. De släppte även Red och Pledge senare under året.
2011 släppte bandet albumet "Toxic".
2012 släppte bandet albumet "DIVISON".
Den 16 april 2024 meddelande bandet via sin officiella webbplats att basisten Reita gått bort den 15 april.

## Bandmedlemmar

### Nuvarande
- Ruki (ルキ) (sångare; 2002– )

- Riktigt namn: Matsumoto Takanori
- Född: 1 februari 1982 i Kanagawa
- Längd: 162 cm

* Uruha (麗) (gitarr (även sologitarr); 2002– )
- Riktigt namn: Takashima Kouyou
- Född: 9 juni 1981 i Kanagawa
- Längd: 177 cm

- Aoi (葵) (gitarr; 2002– )

- Riktigt namn: Shiroyama Yuu
- Född: 20 januari 1979 i Mie
- Längd: 171 cm

- Kai (戒) (trummor; 2003– ) ersatte Yune

- Riktigt namn: Tanabe Yutaka
- Född: 28 oktober 1981 i Tokushima
- Längd: 172 cm

### Tidigare
- Yune (ユネ) (trummor; 2002—2003)
- Reita (れいた) (basgitarr; 2002– 2024; död 15 april 2024)

## Diskografi

### Singlar
- 別れ道 (Wakaremichi) (30 april 2002)
- 鬼畜教師(32才独身)の悩殺講座 (Kichiku Kyoushi -32sai Dokushin- No Nousatsu Kouza) (30 augusti 2002)
- 午前0時のとらうまラヂヲ (Gozen 0-ji no Torauma Radio) (1 november 2002)
- 大日本異端芸者的脳味噌中吊り絶頂絶景音集。 (Dainippon Itangeishateki Noumiso Chuzuri Zecchou Zekkei Ongen Shuu) (28 juli 2004)
- 男尻ツアーファイナル (Hanamuke & Gazette live) (6 maj 2003)
- KALEIDOSCOPE (1 maj 2003)
- 妖幻鏡moon (Yougenkyou) (25 december 2002)
- ザクロ型の憂鬱 (Zakurogata no Yuuutsu) (28 juli 2004)
- 舐～zetsu～ (28 juli 2004)
- 未成年 (Miseinen) (28 juli 2004)
- [reila] Lesson. G (9 mars 2005)
- [reila] Lesson. O (9 mars 2005)
- [reila] Lesson. D (9 mars 2005)
- Cassis [A type] (6 december 2005)
- Cassis [B type] (6 december 2005)
- Cassis [Normal Press] (12 januari 2006)
- REGRET -Optical Impression- (25 oktober 2006)
- REGRET -Auditory Impression- (25 oktober 2006)
- Filth in the beauty -Optical Impression- (1 november 2006)
- Filth in the beauty -Auditory Impression- (1 november 2006)
- Hyena -Optical Impression- (7 februari 2007)
- Hyena -Auditory Impression- (7 februari 2007)
- Guren -Auditory Impression- (februari 2008)
- Leech (22 november 2008)
- Distress and Coma (25 mars 2009)
- Before I Decay (7 oktober 2009)
- Shiver -Optical Impression- (21 juli 2010)
- Shiver -Auditory Impression- (21 juli 2010)
- Red -Auditory Impression- (22 september 2010)
- Red -Optical Impression- (22 september 2010)
- PLEDGE (15 december 2010)
- VORTEX (25 maj 2011)
- Remember the Urge (31 augusti 2011)
- Fadeless (21 augusti 2013)
- Ugly (18 november 2015)
- Undying (20 april 2016)

### Album
- COCKAYNE SOUP (28 maj 2003)
- Akuyuukai (5 juni 2003)
- Supermargarita (30 juli 2003)
- Hankou Seimeibun (1 oktober 2003)
- Madara (30 mars 2004])
- Disorder (13 oktober 2004)
- Gama (3 augusti 2005)
- NIL (8 februari 2006)
- Stacked Rubbish (4 juli 2007)
- DIM (15 juli 2009)
- TRACES BEST OF 2005-2009 (6 april 2011)
- Toxic (10 oktober 2011)
- DIVISION (29 augusti 2012)
- Beautiful Deformity (23 oktober 2013)
- Dogma (augusti 2015)
- Ninth (juni 2018)

### Live-videografi
- -Matina- Final Prelude live (10 april 2003) DVD
- Heisei Banka (25 augusti 2004) DVD
- Hakkiyagyou (1 oktober 2004) Live-distributionerad singel
- Standing Tour 2006 Decomposition Beauty
- Standing Tour 2006 Nameless Liberty. Six Guns... -Tour Final- at Budokan (6 september 2006) DVD
- Standing Tour 2005 Final MAXIMUM ROYAL DISORDER at 2005.4.17 Shibuya Kokaido Live (6 juli 2005) DVD
- Decomposition Beauty—Final "Meaningless Art That People Showed" at Yokohama Arena  (13 juli 2007)
- Stacked Rubbish Grand Finale "Repeated countless error" In Kokuritsu Yoyogi Kyogiba Daiichi Taiikukan  (6 augusti 2008)
- Peace & Smile Carnival Tour 2009 at Nippon Budokan (日本武道館) (15 april 2009) (with Miyavi, Kagrra, Kra, Alice Nine, Screw & SuG)
- Tour09 -Dim Scene- Final at Saitama Super Arena (16 december 2009)
- The Nameless Liberty 10.12.26 at Tokyo Dome (6 april 2011)
- Tour11-12 Venomous Cell Finale Omega Live at 01.14 Yokohama Arena (9 maj 2012)
- The Gazette 10th Anniversary The Decade at 03.10 Makuhari Messe (9 januari 2013)
- Live Tour 12-13 [Division] Final Melt Live at 03.10 Saitama Super Arena (26 juni 2013)
- The Gazette World Tour 13 Documentary (26 februari 2014)
- Live Tour 13-14 [Magnificent Malformed Box] Final Coda Live at 01.11 Yokohama Arena (21 maj 2014)
- Standing Live Tour 14 HERESY LIMITED－ 再 定 義 －Complete Box (11 mars 2015)
- the GazettE LIVE TOUR 15-16 DOGMATIC FINAL -漆黒- LIVE AT 02.28 国立代々木競技場第一体育館(初回生産限定盤) (21 november 2016)
- The Gazette World Tour 16 Documentary Dogmatic -Trois- (25 januari 2017)
- HALLOWEEN NIGHT 17 THE DARK HORROR SHOW SPOOKY BOX 2 アビス -ABYSS- LUCY -ルーシー- LIVE AT 10.30 AND 10.31 TOYOSU PIT TOKYO (28 februari 2018)

### Promovideor
- Judgement Day (28 april 2004)
- Madara PV (26 maj 2004)
- FILM BUG I (7 juni 2006)
- "FILM BUG II" (4 augusti 2010)